# Melchior von Diepenbrock
Melchior von Diepenbrock (Bocholt, 6 de janeiro de 1798 - Breslau, 20 de janeiro de 1853) foi um cardeal do século XIX.

## Biografia
Nasceu em Bocholt em 6 de janeiro de 1798. Filho de Theodor Johann Anton Diepenbrock (1761-1837), conselheiro do principado de Salm e burgomestre de Bocholt, e de Maria Katharina Franziska Kesting (1763-1823). Batizado em 9 de janeiro de 1798, com os nomes de Melchior Ferdinand Joseph; confirmado, 29 de janeiro de 1821, Münster; seu patrocinador era Christian Brentano. Passou a infância na propriedade paterna de Horst, em Holtwick, perto de Bocholt.
Frequentou a Academia Militar, Bonn, 1810-1811; depois, a Universidade de Landshut, Baviera (finanças públicas); o Seminário de Wikinghege, perto de Münster; o Seminário de Mainz; e o Seminário de Regensburg (Ratisbona) (teologia); recebeu o diaconato em 26 de dezembro de 1823.
Funcionário não assalariado do exército prussiano, 1814-1817; participou da campanha contra a França em 1815 como oficial da milícia; segundo-tenente, 1817; deixou o exército prussiano em 7 de novembro de 1818.
Ordenado em 27 de dezembro de 1823, Regensburg, por Johann Michael Sailer, bispo titular de Germanicopoli e coadjutor de Regensburg. Na diocese de Regensburg, capelão do convento carmelita, 6 de janeiro de 1824 a 1832; secretário do bispo Sailer, 1824-1832; cânone do capítulo de sua catedral, 1830-1835; reitor do capítulo, 1835-1845; Vigário Geral da Diocese, 1842 a 1844, quando renunciou. A coroa bávara concedeu-lhe o título de barão.
Eleito bispo de Breslau pelo seu capítulo, 15 de janeiro de 1845; a princípio recusou a indicação, mas finalmente aceitou em obediência ao Papa Gregório XVI, que o recomendou em 21 de abril de 1845. Consagrada, 8 de junho de 1845, catedral metropolitana de Salzburgo, pelo cardeal Friedrich Johannes Jacob Celestin von Schwarzenberg, arcebispo de Salzburgo, auxiliado por Gregor Thomas Ziegler, bispo de Linz, e por Ludwig Hoffmann, bispo titular de Dulma. Representante no parlamento de Frankfurt, 1848. Delegado apostólico para o exército prussiano, 1849-1853. Membro da Assembleia Nacional de Frankfurt, 1850.
Criado cardeal sacerdote no consistório de 30 de setembro de 1850; morreu antes de receber o chapéu vermelho e o título.
Morreu em Castelo de Johannesberg, Breslau em 20 de janeiro de 1853, de câncer intestinal, Castelo de Johannesberg, Breslau. Exposto e enterrado na catedral de Breslau.